# Kostel svatého Klementa Maria Hofbauera (Tasovice)
Kostel svatého Klementa Maria Hofbauera v Tasovicích je římskokatolický kostel zasvěcený svatému Klementu Maria Hofbauerovi. Je filiálním kostelem farnosti Tasovice. Je chráněn jako kulturní památka.

## Historie
Kostel byl zbudován roku 1933 místě rodného domu sv. Klementa Maria Hofbauera, zbořeného roku 1932. Kostel se stal součástí kláštera redemptoristů, založeného zde roku 1929. Chrám je dílem vídeňského architekta Clemense Holzmeistera.

### Klement Maria Hofbauer
Klement Maria Hofbauer (1751–1820) byl kněz a řeholník řádu redemptoristů. Jeho rodiči byli Pavel Hofbauer a jeho manželka Marie. Na kněze byl vysvěcen dne 29. března 1785 v Římě. Tentýž rok vstoupil do kongregace redemptoristů. Je uznáván především za to, že ve vídeňském kongresu významně dopomohl ke zrušení josefínských dekretů, které potlačovaly církev. Blahořečen byl papežem Lvem XIII. roku 1888 a svatořečen pak byl roku 1909 papežem Piem X. Kromě toho, že je patronem města Vídně a spolupatronem města Varšavy, kde taktéž prožil část svého života je patronem pekařů, neboť se na něj ve Znojmě během svých mladých let vyučil. Proto, pokud není znázorněn v kněžském rouchu, bývá jeho atributem často chléb. Jeho svátek připadá na 20. květen.

## Interiér

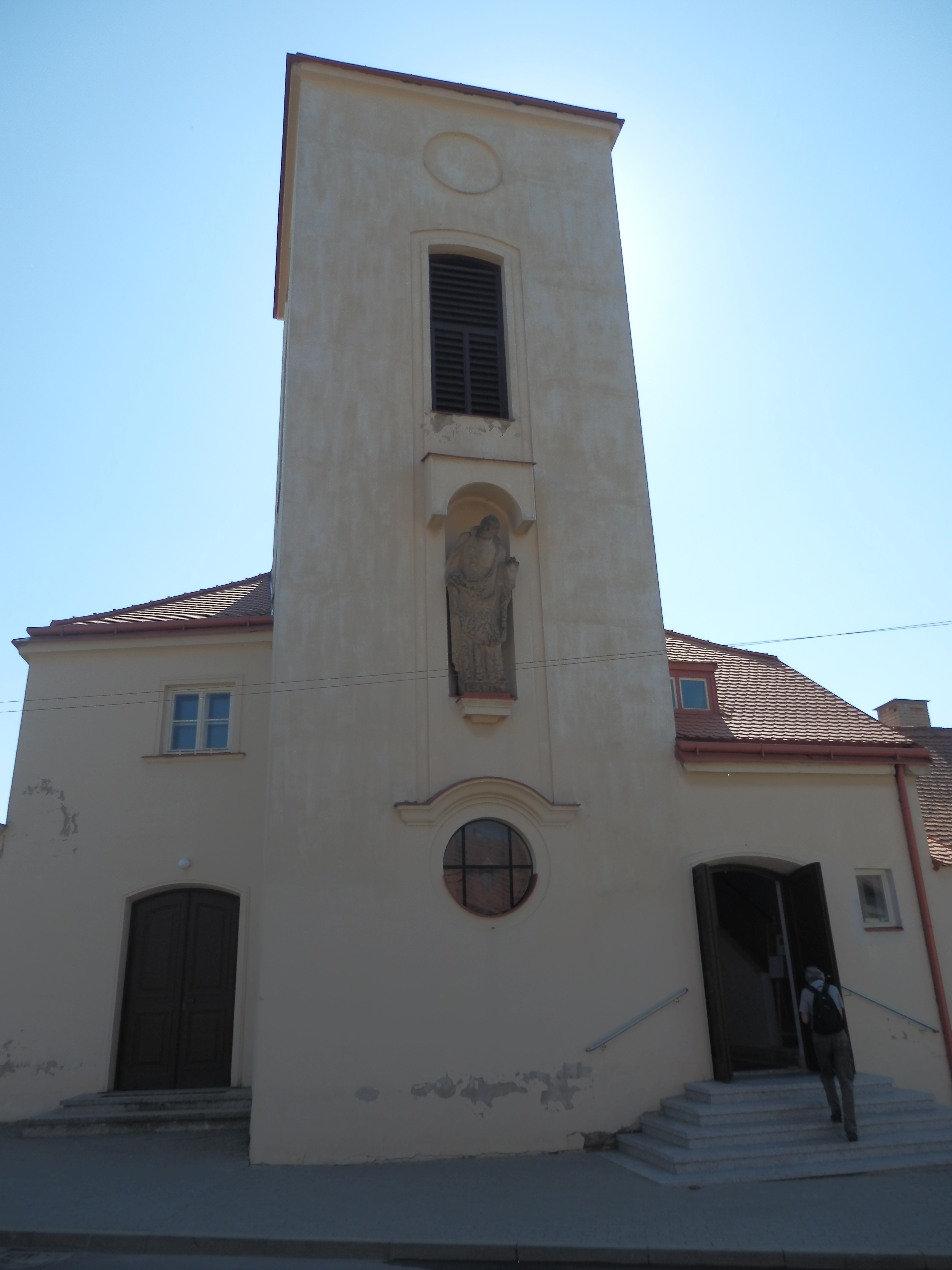
Věž kostela

V kněžišti se nachází kromě obětního stolu také hlavní oltář s oltářním křížem a se svatostánkem. Nad ním se rozprostírá oltářní reliéf od Othmara Hillitzera. Kromě hlavního oltáře se v kostele nalézá boční oltář, taktéž v přední části kostela. Stěny zdobí dřevěné sochy světců. Pod věží v zadní části kostela se nachází kaple a v ní oltář se sochou patrona kostela. Stojí na místě původní světničky, ve které se svatý Klement Maria Hofbauer narodil. Taktéž vitráže zdobí výjevy z jeho života.

## Exteriér
Kostel s malým klášterem stojí nedaleko místní návsi, v blízkosti obecního úřadu a knihovny. Není jediným kostelem ve vsi, neboť nedaleko stojí kostel Nanebevzetí Panny Marie s farou, do kterého svatý Klement Maria Hofbauer v mládí docházel na bohoslužby.